# Мелара, Фабрицио
Фабрицио Мелара (итал. Fabrizio Melara; род. 6 мая 1986 года в Риме, Италия) — итальянский футболист, полузащитник клуба «Санта-Маринелла».

## Клубная карьера
Фабрицио является воспитанником академии римского «Лацио». Свой единственный матч за «лациале» он провёл 4 ноября 2004 года: на 14-й минуте встречи группового этапа Кубка УЕФА с Мидлсбро полузащитник полузащитник заменил травмированного Джулиано Джанникедду. В сезоне 2004/05 он также попадал в заявку на матчи «Лацио» в Серии А, но в них на поле не выходил. Летом 2005 года Фабрицио покинул «Лацио», после чего долгое время выступал за клубы из Серии C (позже ставшей Лигой Про). В зимнее трансферное окно сезона 2011/12 он присоединился к «Реджине» и в течение года отыграл 31 матч в Серии B. В январе 2013 года Фабрицио был арендован «Карпи», снова вернувшись на третий уровень итальянского футбола. Летом того же года полузащитник ушёл из «Реджины» в «Лечче», за который провёл 14 встреч в Лиге Про сезона 2013/14.
В 2014 году Фабрицио стал игроком «Беневенто», где за 4 сезона провёл 85 матчей и забил 10 голов, тем самым внеся свой вклад в подъём этого клуба из Лиги Про (клуб выиграл эту лигу в сезоне 2015/16) в Серию А. В высшем итальянском дивизионе полузащитник оказался не нужен клубу, поэтому в январе 2018 года он согласился на переход в более скромный «Юве Стабия». С этой командой он снова стал победителем третьей итальянской лиги, а также провёл ещё один сезон в Серии B. В сезоне 2020/21 Фабрицио играл за «Атлетико Фьюджи» в Серии D. После полугодичной паузы в карьере, в январе 2022 года полузащитник присоединился к клубу «Санта-Маринелла» из Эччеленцы — пятого дивизиона Италии.

## Международная карьера
Фабрицио представлял Италию на юношеском и молодёжном уровнях. В составе юношеских сборных он выступал в 2002—2003 годах, отыграв в общей сложности 11 матчей и забив 1 гол. Его единственная игра за молодёжную сборную Италии состоялась 25 октября 2006 года в товарищеской встрече с молодёжной командой Словении, полузащитник вышел в стартовом составе и в перерыве был заменён на Луку Палаццо.

## Достижения
«Беневенто»
- Победитель Лиги Про (1): 2015/16

 «Юве Стабия»
- Победитель Серии C (1): 2018/19